# Remo nos Jogos Pan-Americanos de 2003
As competições de remo nos Jogos Pan-Americanos de 2003 foram realizadas em Santo Domingo, República Dominicana. Esta foi a décima quarta edição do esporte nos Jogos Pan-Americanos, tendo sido disputada entre homens e entre mulheres.

## Masculino
| Evento                             | Ouro                                                     | Prata                                         | Bronze                                             |
| ---------------------------------- | -------------------------------------------------------- | --------------------------------------------- | -------------------------------------------------- |
| Skiff simples detalhes             | Yoennis Hernández ( CUB )                                | Santiago Fernández ( CUB )                    | Andrew Liverman ( USA )                            |
| Skiff duplo detalhes               | CUB Cuba Yosbel Martínez Yoennis Hernández               | BRA Brasil Anderson Nocetti Marcelus Marsilli | VEN Venezuela Conal Groom Sloan DuRoss             |
| Skiff duplo peso leve detalhes     | CUB Cuba Yunior Pérez Armando Arrechavaleta              | BRA Brasil José Carlos Sobral Thiago Gomes    | ARG Argentina Sebastián Rodrigo Massa Ulf Lienhard |
| Skiff quádruplo detalhes           | CUB Cuba                                                 | URU Uruguai                                   | BRA Brasil                                         |
| Skiff quádruplo peso leve detalhes | CUB Cuba                                                 | ARG Argentina                                 | BRA Brasil                                         |
| Dois sem detalhes                  | ARG Argentina Walter Martín Naneder Marcos César Morales | BRA Brasil Alexandre Soares Gibran Cunha      | CUB Cuba Manuel Cascaret Luis Cruz                 |
| Quatro sem detalhes                | CUB Cuba                                                 | USA Estados Unidos                            | BRA Brasil                                         |
| Quatro sem peso leve detalhes      | CHI Chile                                                | CAN Canadá                                    | CUB Cuba                                           |
| Oito sem detalhes                  | USA Estados Unidos                                       | CAN Canadá                                    | CUB Cuba                                           |

## Feminino
| Event                              | Ouro                                     | Prata                                                 | Bronze                                    |
| ---------------------------------- | ---------------------------------------- | ----------------------------------------------------- | ----------------------------------------- |
| Skiff simples detalhes             | Mayra González ( CUB )                   | Fiona Milne ( CAN )                                   | Caroline Bishop ( USA )                   |
| Skiff duplo detalhes               | CAN Canadá Marilyn Taylor Stacey Norwood | USA Estados Unidos Catherine Humblet Kathryn Madigan  | CHI Chile María Orellana Soraya Jadue     |
| Skiff simples peso leve detalhes   | Ismaray Marrero ( CUB )                  | Gen Meredith ( CAN )                                  | Melissa Rice ( USA )                      |
| Skiff duplo peso leve detalhes     | CAN Canadá Gen Meredith Fiona Milne      | CUB Cuba Dailin Taset Aguilar Marlenis Mesa Hernández | USA Estados Unidos Anne Finke Sarah Hirst |
| Skiff quádruplo peso leve detalhes | CUB Cuba                                 | CAN Canadá                                            | MEX México                                |

## Ligação externa
- Jogos Pan-Americanos de 2003